# Ruy Pinto Duarte
Ruy Pinto Duarte (Rio de Janeiro, 30 de julho de 1911 — Rio de Janeiro, 05 de maio de 1990), foi um militar e desportista brasileiro.

## Carreira
Começou a competir pelo Fluminense, no atletismo, em provas de 200 metros rasos. Era militar e representou o Brasil nos Jogos Olímpicos de 1936, em Berlim, ficando na 37ª posição no individual do pentatlo. 
Era general do Exército.